# (19612) Noordung
(19612) Noordung ist ein Asteroid des Hauptgürtels, der am 17. Juli 1999 am slowenischen Črni Vrh Observatorium (IAU-Code 106) entdeckt wurde.
Der Asteroid wurde am 2. April 2007 nach dem österreichischen Offizier, Elektrotechniker und Raumfahrttheoretiker Herman Potočnik (1892–1929) benannt, der auch unter dem Pseudonym Hermann Noordung bekannt war.